# Julián Eseiza
Julián Eseiza (San Vicente, Argentina; 16 de febrero de 2002) es un futbolista argentino. Juega de delantero y su equipo actual es el Nueva Chicago de la Primera B Nacional.

## Trayectoria
Con paso por las inferiores del Club Estrella del Sur y Banfield, Eseiza comenzó su carrera profesional en 2021 por el Taladro. Debutó en la liga argentina el 6 de abril ante Estudiantes de la Plata. Disputó 20 encuentros en primera con Banfield.
En febrero de 2023, Eseiza fichó por tres años en el Godoy Cruz.

## Estadísticas
Actualizado al último partido disputado el 29 de mayo de 2023.
| Club                 | Div.          | Temporada     | Liga  | Liga  | Copas nacionales | Copas nacionales | Copas internacionales | Copas internacionales | Total | Total |
| Club                 | Div.          | Temporada     | Part. | Goles | Part.            | Goles            | Part.                 | Goles                 | Part. | Goles |
| -------------------- | ------------- | ------------- | ----- | ----- | ---------------- | ---------------- | --------------------- | --------------------- | ----- | ----- |
| Banfield Argentina   | 1.ª           | 2020          | 0     | 0     | 1                | 0                | —                     | —                     | 1     | 0     |
| Banfield Argentina   | 1.ª           | 2021          | 8     | 1     | 0                | 0                | —                     | —                     | 8     | 1     |
| Banfield Argentina   | 1.ª           | 2022          | 9     | 0     | 1                | 0                | 1                     | 0                     | 11    | 0     |
| Banfield Argentina   | Total club    | Total club    | 17    | 1     | 2                | 0                | 1                     | 0                     | 20    | 1     |
| Godoy Cruz Argentina | 1.ª           | 2023          | 6     | 0     | 0                | 0                | —                     | —                     | 6     | 0     |
| Godoy Cruz Argentina | Total club    | Total club    | 6     | 0     | 0                | 0                | 0                     | 0                     | 6     | 0     |
| Total carrera        | Total carrera | Total carrera | 23    | 0     | 2                | 0                | 1                     | 0                     | 26    | 1     |